# Katherine Fugate
Katherine Fugate (14 de julho de 1965) é uma escritora e produtora estadunidense de filmes e séries de TV. Ela é a criadora da série Army Wives.
Graduou-se em Artes Cênicas pela Universidade da Califórnia, Riverside. Fugate e sua tia, Barbara Eden, são descendentes diretas de Benjamin Franklin. Seu primo era o velho Matthew Ansara.
Tem uma filha chamada Madeleine Barbara Fugate, nascida em 11 de dezembro de 2003.

## Trabalhos
- Idas e Vindas do Amor (2010)
- NFL Dad (2007)
- The Senator's Wife (2007)
- Army Wives (2006)
- O Príncipe e Eu 2: O Casamento Real (2006)
- Um Príncipe em Minha Vida (2004)
- Pompeii (2003)
- Carolina (2002)
- Xena - A Princesa Guerreira (2001)
- Max Steel (2000)
- Um Golpe Arriscado (1996)